# 文屏街道
文屏街道，是中华人民共和国云南省昭通市鲁甸县下辖的一个街道办事处。是鲁甸县人民政府驻地。
2021年3月18日，云南省人民政府批复同意撤销文屏镇，析置文屏街道和砚池街道，9月7日正式成立。

## 行政区划
文屏街道下辖以下地区：
石桥社区、文昌宫社区、民富社区、保健社区居发委员会、联合村、砚池山村、安阁村、岩洞村、普芝噜村和马鹿沟村。